# Kalâm
Pour les articles homonymes, voir Kalam.
Pour l’article ayant un titre homophone, voir Qalam (homonymie).
Le Kalām (arabe : كلام, 'ilm al-kalām, « discussion, dialectique ») signifie dans son premier aspect une des sciences religieuses de l'islam faisant référence à la recherche de principes théologiques à travers la dialectique et l'argumentation rationnelle. Elle est parfois confondue avec l'idée de théologie islamique ou théologie musulmane, c'est-à-dire l'utilisation du discours rationnel à propos des choses divines. Inspirée par la philosophie grecque, dont elle tient cependant à se distinguer, cette démarche est pratiquée par les mutakallimins et est reconnue par certaines écoles se réclamant du sunnisme (surtout le mutazilisme et l'acharisme).

## Doctrine
Le kalâm ou la théologie dans l'islam cherche à répondre à des interrogations concernant la théodicée, l'eschatologie, l'anthropologie, la théologie négative, le libre arbitre (qadar), et de religion comparée.

### Différence entrekalâmetfalsafa(philosophie)
Bien qu'inspirée par les thèses et la méthode de la philosophie antique, et notamment par la philosophie d'Aristote, le kalâm s'en différencie sur plusieurs points, en particulier la nature de Dieu et celle de l'âme.
Concernant la nature de Dieu, Aristote admet l'existence de Dieu et en offre une démonstration, mais il ne considère pas que celui-ci soit créateur de l'univers puisque l'univers est pour lui éternel et incréé. En outre, la connaissance de Dieu n'est qu'une extension de la connaissance de l'univers et est le fruit de la seule raison. Elle n'a donc nul besoin d'être le fruit d'une révélation prophétique. Or cela est contraire aux enseignements du Coran, qui fait de Dieu le créateur de l'univers et insiste sur l'importance de la révélation de Dieu aux hommes.
Concernant la nature de l'âme, pour Aristote et ses disciples, l'âme est seulement une aptitude et une capacité naturelle, qui peut atteindre d'une façon passive la perfection. Cette capacité peut, à force de vertu et par la connaissance, être qualifiée pour une union avec l'intellect et ensuite être unie à Dieu. Par ailleurs, Aristote considère que l'âme est la forme du corps et semble nier la possibilité qu'elle puisse subsister en dehors de lui. Il n'affirme donc pas l'immortalité de l'âme. Ce point choque naturellement les Mutakallimins.

### Différence entrekalâmet soufisme
Pour les soufis, le savoir n'est pas une fin en soi. Le kalām, lui repose sur la raison. Le but du soufisme est de parvenir à la sainteté (walaya (en)) et la connaissance de Dieu passe par la « gustation spirituelle » (dhawq), ce qui efface les arguments de la raison et ceux venant de l'enseignement transmis par le kalām[réf. nécessaire]. En effet, le soufisme est une mystique dont le but est d'atteindre une connaissance de Dieu qui repose davantage sur le sentiment que la raison. Les soufis sont particulièrement sévères avec les théologiens de la ’ilm al-kalâm, qu'ils considèrent comme une vanité et une perte de temps.

### Argument cosmologique du kalām
Pour les raisons d'opposition à la falsafa, les mutakallimins acharites ont, avant toute chose, dû établir un système philosophique qui démontrait la création de la matière. Ils ont adopté à cette fin, à la suite des mutazilites, la théorie des atomes énoncée par Démocrite d'Abdère,. Les atomes ont été créés par Dieu et sont recréés à chaque instant. Les corps naissent ou meurent par l'agrégation ou la dislocation de ces atomes. Cependant cette théorie ne règle pas les objections philosophiques à la création de l'Univers : Si on suppose que Dieu commence "Son Œuvre" à une date définie par "Sa Volonté" et pour un "objectif précis", on doit admettre qu'il était imparfait avant son accomplissement ou avant d'atteindre "Son Objectif".[réf. nécessaire]
En éliminant cette difficulté les mutakallimins ont étendu au temps leurs théories sur les atomes. Comme l'espace est constitué de vide et d'atomes, le temps est constitué d'une série de petits moments indivisibles. La création du monde une fois définie, il a été simple de montrer la nécessité du Créateur, Dieu unique, omnipotent et omniscient.[réf. souhaitée]
Les arguments cosmologiques du kalam sont des arguments dialectiques tirés en faveur de l'existence de Dieu. Le kalam fait appel au principe de la cause universelle d'une façon similaire à celle issue de la théologie judaïque (par exemple dans le travail de Moïse Maïmonide) et la théologie chrétienne (par exemple avec Thomas d'Aquin), en faisant appel au principe de la cause première.
L'argument cosmologique du "kalam" a été revalorisé à partir de la fin des années 1970 par le philosophe William Lane Craig.
Son argument se résume en deux prémisses amenant à une conclusion :
1. Tout ce qui commence à exister a une cause de son existence.
2. L'univers a commencé à exister.
3. Si 1) et 2) sont vrais, alors 3) l'univers a une cause de son existence.

Pour tenter de démontrer la probabilité des deux premières prémisses, il utilise des principes métaphysiques généraux (prémisse 1), des arguments philosophiques (notamment l'impossibilité d'un nombre réellement infini d'événements passés) et scientifiques, dont la théorie du Big Bang (prémisse 2).
Pour Frédéric Guillaud, avec la publication de son livre en 1979, « William Lane Craig a tiré beaucoup de philosophes de leur sommeil dogmatique kantien » et « a déclenché une avalanche d'études et rouvert des champs de réflexion que les philosophes avaient laissé en friche depuis très longtemps ». Selon le philosophe Quentin Smith, "un décompte des articles dans les journaux de philosophie montre que le nombre de publications portant sur la défense de l'argument du Kalam par Craig dépasse celui de n'importe quelle autre formulation d'un argument en faveur de l'existence de Dieu par un philosophe contemporain."

## Histoire

### Création
En réponse au mutazilisme, un courant théologique qui s'opposait à la vue de l'islam des orthodoxes de l'époque, Abou Hassan al-Achari, initialement un mutazilite lui-même, développa la méthode dite « Ilm-al-Kalâm », fondée sur la dialectique d'origine grecque et fonda ainsi l'école de pensée acharite.
Les premiers mutakallimins ont été recrutés par le chrétien Hunayn ibn Ishaq pour la Maison de la sagesse sous les califes abbassides de Bagdad. Ils ont collecté, traduit et synthétisé tout ce que le génie des autres cultures (grecque, indienne, iranienne) a pu produire, avant d'entreprendre les commentaires de ces œuvres et former les bases de la philosophie musulmane au IXe siècle et Xe siècle. Elle influencera plusieurs madhhabs.

### Controverse sur lekalâm
Le XIIe siècle voit l'apothéose de la philosophie pure (ou falsafa) d'inspiration aristotélicienne, et le déclin du kalām. Cette illustration de la philosophie se fait par contrecoup de l'œuvre du persan Al-Ghazali et du juif Juda Halevi. En critiquant les philosophes, ils ont produit par réaction un courant favorable à la philosophie par une mise en cause de leurs concepts et en rendant leurs théories plus logiques et plus claires. En ce sens, Ibn Bajjah et Averroès ont produit parmi les œuvres les plus importantes de la pensée islamique. Al-Ghazali n'est pas un fervent partisan du kalām, trop spéculatif à ses yeux. Il ne le recommande que pour convaincre ceux qui doutent, et encore, avec précaution, car l'usage de la dialectique peut selon lui insinuer dans l'esprit de nouveaux doutes. 
À la fin du XIIe siècle, les traditionalistes s'en prennent aux philosophes comme Averroès qui est exilé, et font brûler leurs livres. Le débat se poursuivra, mais en Occident, par l'intermédiaire de penseurs juifs.
Les madhhabs considèrent donc toujours aujourd'hui, avec beaucoup de circonspection, tout ce qui vient du kalām, sans pour autant le rejeter complètement. Ibnou Açakir a distingué au XIIIe siècle « le kalam blâmable, c'est le kalam des gens des passions et ce que brodent les maîtres en innovations périlleuses » (bidʻah) ; « quant au kalam qui est conforme au Coran et à la sunna, éclaircissant les vérités des fondements lorsque apparaît la zizanie, celui-là est louable chez les savants et ceux qui le connaissent, Abou Hassan al-Achari le maîtrisait et le comprenait et il a argumenté avec nombre de ceux qui ont innové, il les a laissés sans répliques jusqu'à ce qu'ils furent cassés ».
Des penseurs, à partir du XIXe siècle, tenteront de faire sortir le kalām de sa « sclérose ». Ainsi, Mohamed Abduh.

### Études contemporaines
Albert Nader, universitaire, est l'auteur de plusieurs ouvrages spécialisés sur le kalâm.

#### En français
- Michel Allard, Le Problème des attributs divins dans la doctrine d'al-Aš'ari et de ses premiers grands disciples, Beyrouth, Institut de Lettres Orientales de Beyrouth, 1965.
- Ghaleb Bencheikh, « Il est temps de refonder la pensée théologique islamique », sur www.slate.fr, 22 janvier 2015 (consulté le 30 mars 2017).
- Ghaleb Bencheikh, « Une refondation de la pensée théologique de l'islam s'impose », sur www.slate.fr, 18 novembre 2015 (consulté le 30 mars 2017).
- Mouhib Jaroui, « Repenser la philosophie du Kalâm aujourd'hui », sur www.zamanfrance.fr, 23 juin 2015 (consulté le 30 mars 2017).
- Mohammad Ali Amir-Moezzi et Sabine Schmidtke (en), « Rationalisme et théologie dans le monde musulman médiéval. Bref état des lieux », Revue de l'histoire des religions, vol. 4,‎ 2009, p. 613-638 (lire en ligne, consulté le 30 mars 2017).
- Albert Nader, Le Système philosophique des Mu'tazila. Premiers penseurs de l'Islam, Institut de Lettres Orientales de Beyrouth, 1984 (1956).
- J.R.T.M. Peters, « La théologie musulmane et l'étude du langage », Histoire Épistémologie Langage, vol. 2, no 1,‎ 1980, p. 9-19 (lire en ligne, consulté le 30 mars 2017).
- Ralph Stehly, « La théologie islamique : introduction », sur stehly.perso.infonie.fr (consulté le 30 mars 2017).
- Josef van Ess, Prémices de la théologie musulmane, Paris, Albin Michel, 2002, 168 p.,  (ISBN 9782226132857).
- Moïse Ventura, Le Kalâm et le Péripatétisme d’après le Kuzari, Paris, Vrin, 1987, 102 p.
- Le guide des égarés, Paris, Verdier, 2012, Chapitre 73,  p. 386 -425

#### Autres langues
- (en) J. Bouman, The Doctrine of 'Abd al-Jabbar on the Qur'an as the Created Word of Allah, in Verbum, Utrecht, 1964.
- (en) William Lane Craig, Free Will and Predestination in Early Islam, London, 1948.
- (en) R. M. Frank, « The Neoplatonism of Jahm Ibn Safwan », in Le Muséon, 1965.
- (ar) Abu 'l-Hasan al-Ash'ari, Maqalat al-Islamiyyin, ed. Ritter, Istanbul 19t9-1930, ed. 'Abd al-Hamid, Cairo, 1950.
- (ar) Abu 'l-Husayn al-khayyat, Kitab al-Intisar wa 'l-radd 'ala Ibn al-Rawandi al-mulhid, ed. by H.S. Nyberg with Fr. tr. by A. N. Nader, Beirut, 1957.
- (ar) Ibn al-Murtada, Tabaqat al-Mu'tazila, ed. T. W. Arnold, Leipzig 1902, ed. Diwald-Wilzer, Wiesbaden 1961.
- Ibn Mutahhar al-Hilli, Sharh Tadhrid al-i'tiqad, ed. Tehran.
- (it) R. Rubinacci, La Professione di fede di al-Djannawuni in AIUON, 1964.
- (en) J. Schacht, « New sources for the history of Muhammadan theology », in Studia Islamica, I (1953).